# Bežične mreže osjetila
Bežične mreže osjetila (engl. wireless sensor networks – WSN) su računalne mreže građene od prostorno raspoređenih samostalnih čvorova (uređaja), s osjetilima (senzorima, mjernim pretvornicima) koja prikupljaju podatke o stanju okoline s različitih lokacija. Iako su razvoj bežičnih mreža osjetila potakle vojne primjene, bežične mreže osjetila sve više nalaze svoju primjenu u drugim oblicima ljudskih djelatnosti kao što su poljoprivreda, zgradarstvo, nadzor okoliša itd.
Bežični osjetilni čvor tipično se sastoji od jednog ili više osjetila, radijskog primopredajnika, centralne jedinice koja je najčešće mali mikrokontroler, te izvora napajanja, najčešće baterija. Čvorovi su energetski autonomni, te moraju sa samo jednom baterijom raditi duži niz godina. 

## Karakteristike
Najveća prednost takvih mreža je mogućnost kretanja klijentskih raĉunala unutar nje, odnosno bez prekida veze na mrežu, a to se postiže posebnim postupkom zvan roaming. Roaming omogućava prijelaz s jedne pristupne toĉke na sljedeću bližu tijekom slanja i/ili primanja podataka. Klijenti se prespajaju na sljedeću pristupnu toĉku kad mrežna kartica zakljuĉi da je signal trenutne pristupne toĉke preslab za daljnji pouzdan prijenos podataka. Tako npr. kada je raĉunalo spojeno na (mobilni) Internet dolazi do ĉestih izmjena mreža HSDPA/UMTS, EDGE i GPRS.
Kod ovih mreža pojavljuju se sljedeće smetnje:
- Gubitak snage EM zraĉenja zbog prostiranja (eng. path loss) – jaĉina elektromagnetskog polja slabi nakon prolaska vala kroz npr. zid, a u slobodnom prostoru dolazi do disperzije radio vala, a time do slabljenja signala.7
- Interferencija od drugih izvora – ako dva izvora emitiraju radio signal u istom frekvencijskom opsegu tada dolazi do meĊusobne interferencije. Bežiĉni telefon i bežiĉni LAN 802.11 rade na istom frekvencijskom opsegu pa ako rade istovremeno tada oba neće raditi dobro. Smetnje mogu uzrokovati i mikrovalne pećnice, monitori i dr.
Postoje i brojne druge smetnje, ali i na osnovu ovih zakljuĉujemo da su bežiĉne komunikacije nepouzdanije od žiĉanih.

## Mrežni protokoli
Mrežni protokoli bežičnih mreža osjetila su specifičniji od protokola koji se javljaju u komunikacijskoj tehnologiji, jer zahtijevaju posebnu pažnju na područjima koja nisu kritična za uobičajene komunikacije, te ne zahtijevaju neke od temeljnih karakteristika mrežnih protokola u komunikacijskoj tehnologiji. Mrežni protokoli za bežične mreže osjetila moraju omogućiti umrežavanje velikog broja uređaja, visoku robusnost, malu potrošnju energije, te mali overhead u prijenosu podataka. Tipično se prenosi mali broj korisnih podataka, dok je ostatak prenesenih podataka vezan za mrežni protokol. Komunikacija je najveći potrošač energije, te se najveći dio procesorskog vremena potroši na obradu komunikacije. U bežičnim mrežama osjetila koriste se protokoli: 
- ZigBee
- WiBree
- nanoNET

## Vanjske poveznice
- Sigurnost bežičnih senzorskih mreža  Arhivirana inačica izvorne stranice od 2. listopada 2015. (Wayback Machine)